# Штерн, Вернер
Вернер Штерн (нем. Werner Stern, 2 ноября 1932, Лёкниц — 17 декабря 2018) — немецкий шахматист, гроссмейстер ИКЧФ (2009), игрок в шахматы по переписке.
Победитель 1-го и 7-го чемпионатов Европы по переписке (1963—1965 и 1970—1974 гг.). Единственный шахматист, которому удалось дважды победить в этом соревновании. Также завоевал серебряную медаль в 28-м чемпионате Европы (1984—1990 гг.; разделил 2—6 места, серебро получил на основании лучших дополнительных показателей) и бронзовую медаль в 47-м чемпионате (1992—1997 гг.).
Участник четырех финальных турниров чемпионатов мира по переписке (5-го, 9-го, 14-го и 17-го). Победитель турнира 3/4 финала 15-го чемпионата мира (1989—1996 гг.), серебряный призер аналогичного отборочного соревнования 19-го чемпионата мира (1999—2004 гг.).
Победитель чемпионата Германии по переписке среди ветеранов (2004 г.). Серебряный призер 30-го чемпионата Германии по переписке среди ветеранов (2006—2007 гг.).
В составе сборной ГДР участник 10-й заочной олимпиады (1987—1995 гг., команда завоевала бронзовые медали).
В 2019 г. начался турнир по переписке памяти В. Штерна.
Окончил Грайфсвальдский университет, получил докторскую степень. Жил в Грайфсвальде. Работал в Институте фундаментальных исследований Германской академии наук (нем. Deutschen Akademie der Wissenschaften an Themen zur angewandten Grundlagenforschung). Занимался физикой газовых разрядов. Его исследования использовались ламповыми заводами ГДР. После объединения Германии переехал в Бремен.

## Основные спортивные результаты
| Год       | Соревнование                                       | +  | − | =  | Результат | Место     |
| --------- | -------------------------------------------------- | -- | - | -- | --------- | --------- |
| 1963—1965 | 1-й чемпионат Европы                               | 13 | 0 | 1  | 13½ из 14 | 1         |
| 1965—1968 | 5-й чемпионат мира                                 | 4  | 6 | 6  | 7 из 16   | 12        |
| 1970—1974 | 7-й чемпионат Европы                               | 11 | 1 | 2  | 12 из 14  | 1         |
| 1972—1977 | 10-й чемпионат Европы                              | 5  | 6 | 3  | 6½ из 14  | 9         |
| 1977—1983 | 9-й чемпионат мира                                 | 3  | 6 | 7  | 6½ из 16  | 12—14     |
| 1984—1990 | 28-й чемпионат Европы                              | 7  | 1 | 6  | 10 из 14  | 2—6       |
| 1985—1996 | Полуфинал 16-го чемпионата мира (группа 4)         | 3  | 3 | 8  | 7 из 14   | 8—9       |
| 1987—1995 | 10-я Олимпиада (сборная ГДР, 6-я доска)            | 1  | 2 | 6  | 4 из 9    | Команда — |
| 1988—1993 | Юбилейный турнир Шведской федерации заочных шахмат | 1  | 6 | 5  | 3½ из 12  | 11        |
| 1989—1996 | 3/4 финала 15-го чемпионата мира (группа 2)        | 10 | 1 | 5  | 12½ из 16 | 1         |
| 1992—1997 | 47-й чемпионат Европы                              | 6  | 1 | 7  | 9½ из 14  | 3         |
| 1994—2000 | 14-й чемпионат мира                                | 5  | 4 | 5  | 7½ из 14  | 7         |
| 1997—1999 | 60-й чемпионат Европы                              | 3  | 2 | 9  | 7½ из 14  | 8—10      |
| 1999—2004 | 3/4 финала 19-го чемпионата мира (группа 3)        | 8  | 1 | 7  | 11½ из 16 | 2         |
| 2002—2007 | 17-й чемпионат мира                                | 3  | 1 | 12 | 9 из 16   | 6—8       |
| 2003—2004 | ??-й чемпионат Германии среди ветеранов            |    |   |    |           | 1         |
| 2005—2007 | 36-й чемпионат Германии                            | 2  | 1 | 10 | 6½ из 13  | 5—6       |
| 2005—2011 | Отборочный турнир 25-го чемпионата мира            | 6  | 2 | 4  | 8 из 13   | 3—4       |
| 2006—2007 | 30-й чемпионат Германии среди ветеранов            | 4  | 0 | 5  | 6½ из 9   | 2         |
| 2007—2008 | 33-й чемпионат Германии среди ветеранов            | 3  | 1 | 5  | 5½ из 9   | 4         |
| 2008—2010 | 40-й чемпионат Германии среди ветеранов            | 1  | 0 | 9  | 5½ из 10  | 4—6       |
| 2009—2010 | 43-й чемпионат Германии среди ветеранов            | 2  | 1 | 7  | 5½ из 10  | 5 (3—5)   |